# Limbi eschimo-aleute
Eschimo-aleută sau eskaleută este o familie de limbi nativă din Alaska, zona arctică canadiană, Nunavik, Nunatsiavut și Groenlanda.

## Clasificare

Răspândirea dialectelor limbii inuite

- Limbi eschimo-aleute
  - Limba aleută
  - Limbi Yupik–Inuit
    - Limbi yupik
      - Alutiiq
      - Sirenik

    - Limbi inuite
      - Inupiaq
      - Inuvialuktun
      - Inuktitut
      - Kalaallisut